# Дейнека, Александр Александрович
Алекса́ндр Алекса́ндрович Дейне́ка (8 [20] мая 1899, Курск — 12 июня 1969[…], Москва) — русский советский живописец, монументалист, график, скульптор, педагог. Народный художник СССР (1963). Герой Социалистического Труда (1969). Лауреат Ленинской премии (1964).

## Биография

Памятник Александру Дейнеке в Курске

Могила Дейнеки на Новодевичьем кладбище Москвы

Александр Дейнека родился в семье железнодорожника.
Первоначальное образование получил в Харьковском художественном училище (1915—1917) у А. М. Любимова и М. Р. Пестрикова. Молодость художника, как и многих его современников, была связана с революционными событиями. В 1918 работал фотографом в уголовном розыске, возглавлял секцию ИЗО Губнаробраза, оформлял агитпоезда, театральные постановки, участвовал в обороне Курска от белых. С 1919 по 1920 год руководил художественной студией при Курском политуправлении и «Окнами РОСТа» в Курске.
Из армии был командирован учиться в Москву, во ВХУТЕМАС на полиграфическое отделение, где его педагогами были В. А. Фаворский и И. И. Нивинский (1920—1925). Большое значение в творческом становлении художника имели годы ученичества и общения с В. А. Фаворским, а также встречи с В. В. Маяковским. Творческий облик художника ярко и отчётливо проявился на первой же крупной выставке в 1924 (Первая дискуссионная выставка объединений активного революционного искусства), в которой он участвовал в составе «Группы трёх» (совместно с А. Д. Гончаровым и Ю. И. Пименовым). В эти годы им была создана первая советская подлинно монументальная историко-революционная картина «Оборона Петрограда» (1928).
Член художественных организаций: Общество станковистов (ОСТ) (1925—1927) — один из учредителей, Ассоциация художников-графиков при Доме печати (Москва, 1926—1929), Объединение новых видов художественного труда «Октябрь» (1928—1930), Ассоциация художников революционной России, Российская ассоциация пролетарских художников (РАПХ) (1931—1932).
В 1930 году художник создал выразительные в цветовом и композиционном отношении плакаты «Механизируем Донбасс», «Физкультурница». В 1931 году появились очень разные по своему настроению и тематике произведения: «На балконе», «Девочка у окна», «Наемник интервентов».
Новый этап в творчестве художника начался в 1932 году. Самой значительной работой этого периода является картина «Мать» (1932). В эти же годы художником были созданы лирические произведения: «Ночной пейзаж с лошадьми и сухими травами» (1933), «Купающиеся девушки» (1933), «Полдень» (1932) и др. Наряду с работами лирического звучания появились и общественно-политические произведения: «Безработные в Берлине» (1933), наполненные гневом рисунки к роману «Огонь» А. Барбюса (1934).
С начала 1930-х годов обращается к теме авиации («Парашютист над морем», 1934), иллюстрации к детской книге летчика Г. Ф. Байдукова «Через полюс в Америку» (вышла в свет в 1938). Он написал ряд живописных работ, одна из самых романтических — «Будущие лётчики» (1937).
В 1935 году по приглашению Филадельфийского музея искусств, Американо-русского института и Всесоюзного общества культурной связи с заграницей посетил США, где прошла персональная выставка художника. Во время путешествия по США выполнил многочисленные зарисовки жизни американцев. Был приглашен редакцией журнала Vanity Fair сделать одну из обложек, вышедшей в январе 1936 года.
Иллюстрировал книги для издательств Москвы; рисовал, в том числе карикатуры, для журналов «Безбожник», «Прожектор», «Красная нива» и др. — средина 1920-х. Исполнял плакаты («Гуляй, работай, читай с охотой» (1929), «Механизируем Донбасс» (1930), «Превратим Москву в образцовый социалистический город пролетарского государства» (1931) и др.).
Историческая тема нашла своё воплощение в монументальных произведениях, посвящённых в основном дореволюционной истории. Художником были сделаны эскизы панно для выставок в Париже и Нью-Йорке (не реализовано). К числу наиболее значительных работ конца 1930-х — начала 1940-х относится «Левый марш» (1940).
В период войны жил в Москве и выполнял политические плакаты для мастерской военно-оборонного плаката «Окна ТАСС». В 1942 году совместно с художником Георгием Нисским совершил поездку на фронт под Юхнов. В это время создал напряженные и драматичные произведения. Картина «Окраина Москвы. Ноябрь 1941 года» (1941) — первая в этом ряду. Глубоким страданием проникнуто другое произведение — «Сгоревшая деревня» (1942). В 1942 году создал наполненное героическим пафосом полотно «Оборона Севастополя» (1942), которое явилось своего рода гимном мужеству защитников города. В 1944 году создал наполненную оптимизмом картину «Раздолье».
Участвовал в оформлении спектаклей «Баня» В. В. Маяковского (1930) в Государственном театре им. Вс. Мейерхольда, «День рождения» братьев Тур (1945) в Центральном театре Красной Армии (оба в Москве).
К числу значительных работ послевоенного времени можно отнести полотна «Эстафета по кольцу „Б“» (1947), «У моря. Рыбачки» (1956), «Москва военная», «В Севастополе» (1959), а также мозаики для фойе актового зала МГУ имени М. В. Ломоносова (1956), мозаику для фойе Дворца съездов в Московском Кремле (1961). Его мозаики украшают станции московского метро «Маяковская» (1938) и «Новокузнецкая» (1943).
Преподавал в Москве во ВХУТЕИНе (1928—1930), Московском полиграфическом институте (ныне Московский государственный университет печати) (1930—1934), Московском художественном институте им. В. И. Сурикова (1934—1946, 1957—1963), в Московском институте прикладного и декоративного искусства (1945—1952, до 1948 года — директор), Московском архитектурном институте (1953—1957) — руководитель творческой мастерской монументальной живописи. Профессор (1940).
Академик АХ СССР (1947). Член президиума (с 1958), вице-президент (1962—1966), академик-секретарь (1966—1968) отделения декоративных искусств АХ СССР. Член Союза художников СССР.
Член-корреспондент Академии художеств Германской Демократической Республики (1964)
Член КПСС с 1960 года.
Похоронен на Новодевичьем кладбище (участок № 7).
Работы художника находятся в собраниях Курской картинной галереи им. А. А. Дейнеки, Третьяковской галереи, Государственного Русского музея, Института русского реалистического искусства (ИРРИ) и др. Из-за своей востребованности произведения художника часто становятся объектом фальсификаций.
Картина художника «За занавеской» продана на лондонском аукционе MacDougall’s за 2 миллиона 248 тысяч фунтов (почти 3,5 млн долларов).

### Личная жизнь
- Первая жена (фактический брак, 1934—1948) — Серафима Ивановна Лычёва (1912—1991), дочь участника восстания на броненосце «Потёмкин», по возвращении из эмиграции — партийного советского деятеля Ивана Акимовича Лычёва. Адрес в Москве: Новинский бульвар, д. 25, корп. 1, кв. 35 (Дом Наркомфина).
- Вторая жена (с 1959) — Елена Павловна Волкова-Дейнека (1922 - 2011), проживали на ул. Горького, д. 25. Оба брака были бездетными[9][10].

## Награды и звания
- Герой Социалистического Труда (1969)
- Заслуженный деятель искусств РСФСР (1945)
- Народный художник РСФСР (1959)
- Народный художник СССР (1963)
- Ленинская премия (1964) — за комплекс мозаичных работ «Красногвардеец», «Доярка», «Рабочее утро», «Хоккеисты».
- Два ордена Ленина (в том числе 1969)
- Орден Трудового Красного Знамени
- Медаль «За доблестный труд в Великой Отечественной войне 1941—1945 гг.»
- Медаль «В память 800-летия Москвы»
- Большая Золотая медаль Всемирной выставки в Париже (1937)
- Золотая медаль Всемирной выставки в Брюсселе (1958)
- Золотая медаль АХ СССР (1961).

## Известные ученики
- Васнецов, Андрей Владимирович
- Данешвар, Юлия Прокофьевна
- Страхов, Андрей Александрович
- Тутеволь, Клавдия Александровна
- Ясиненко, Николай Васильевич
- Никифоров, Сергей Иванович
- Сальников, Евгений Павлович
- Черёмушкин, Герман Вячеславович
- Агаян, Изабелла Иосифовна
- Переяславец, Владимир Иванович
- Гатилова Евгения Ильинична
- Жаренова, Элеонора Александровна
- Васильцов, Владимир Константинович

## Произведения
- «Портрет железнодорожника.(Инженер А. Н. Невердов)», 1914, ГТГ, Москва
- «Автопортрет в панаме», начало 1920-х, Курская картинная галерея им. А. А. Дейнеки
- «Женский портрет», начало 1920-х, Курская картинная галерея им. А. А. Дейнеки
- «Портрет художника К. А. Вялова», 1923, Курская картинная галерея им. А. А. Дейнеки
- «Две натурщицы», 1923, Курская картинная галерея им. А. А. Дейнеки
- «Перед спуском в шахту», 1924, ГТГ, Москва
- «Девушка, сидящая на стуле», 1924, ГТГ, Москва
- «Футбол», 1924, Частная коллекция
- «После дождя. Курск», 1925
- «Весна», 1925
- «Боксер Градополов», 1926, уничтожена автором
- «На стройке новых цехов», 1926, ГТГ, Москва
- «Текстильщицы», 1927, ГРМ, Санкт-Петербург
- «Оборона Петрограда», 1928, Центральный музей Вооружённых Сил СССР, Москва. Повторение картины 1954 года в ГТГ
- «Механизируем Донбасс!» (плакат), 1930
- «Китай на пути освобождения от империализма» (плакат), 1930
- «Надо самим стать специалистами, хозяевами дела, надо повернуться лицом к техническим знаниям. (Сталин)» (плакат), 1930
- «Наемник интервентов», 1931, ГТГ, Москва
- «На балконе», 1931, ГТГ, Москва
- «Кросс», 1931
- «Полдень», 1932
- «Девочка у окна. Зима», 1931, Частное собрание
- «Безработные в Берлине», 1932, ГТГ, Москва
- «Бомбовоз», 1932, Астраханская государственная картинная галерея им. П. М. Догадина
- «Мать», 1932, ГТГ, Москва
- «Игра в мяч», 1932, ГТГ, Москва
- «Спящий ребёнок с васильками», 1932, ГТГ, Москва
- «Футболист», 1932, Курская картинная галерея им. А. А. Дейнеки
- «Кто кого?», 1932, ГТГ, Москва
- «Ночной пейзаж», 1933, Частная коллекция
- «Сельский пейзаж с коровами», 1933, ГРМ, Санкт-Петербург
- «Купающиеся девушки», 1933, ГТГ, Москва
- «Физкультурница» / «Работать, строить и не ныть!» (плакат), 1933, ГИМ, Москва
- «Штаб белых. На допросе», 1933, ГРМ, Санкт-Петербург
- «Бегуны», 1934
- «Боксёр», 1933
- «Пирс», 1933
- «Лыжники», 1934, ГТГ, Москва
- «Портрет девушки с книгой», 1934, ГРМ, Санкт-Петербург
- «Над бескрайними просторами», 1934, Государственный художественный музей им. М. К. Чюрлениса, Каунас
- «Вратарь», 1934, ГТГ, Москва
- «Пионер», 1934, Курская картинная галерея им. А. А. Дейнеки
- «Крымские пионеры», 1934, Пермская государственная художественная галерея
- «Парашютист над морем», 1934, Кыргызский национальный музей изобразительных искусств им. Г. Айтиева
- «Улица в Риме» 1935, ГТГ, Москва
- «Монахи», 1935, ГТГ, Москва
- «Тюильри», 1935, ГТГ, Москва
- «Набережная Сены», 1935, ГТГ, Москва
- «Париж. В кафе», 1935, ГРМ, Санкт-Петербург
- «Парижанка», 1935, ГРМ, Санкт-Петербург
- «Негритянский концерт», 1935
- «Дорога в Маунт-Вернон», 1935, ГРМ, Санкт-Петербург
- «Колхозница на велосипеде», 1935, ГРМ, Санкт-Петербург
- «В обеденный перерыв в Донбассе», 1935
- «Скука», 1936, Частная коллекция
- «Герои первой пятилетки», 1936
- «Натурщица», 1936, Курская картинная галерея им. А. А. Дейнеки
- «Стахановцы», 1937, Пермская государственная художественная галерея
- «Будущие летчики», 1938, ГТГ, Москва
- «Никитка — первый русский летун», 1940, ГТГ, Москва
- «Левый марш», 1941, Государственный Литературный музей
- «Владимир Маяковский в РОСТА», 1941, Государственный Литературный музей
- «Окраина Москвы. Ноябрь 1941 года», 1941, ГТГ, Москва
- «Площадь Свердлова в декабре 1941 года»
- «Вечер. Патриаршие пруды. 1941 год», ГТГ, Москва
- «Сгоревшая деревня», 1942, ГРМ, Санкт-Петербург
- «Ремонт танков на прифронтовом заводе», ГТГ, Москва
- «Танки идут на фронт», ГТГ, Москва
- «Оборона Севастополя», 1942, ГРМ, Санкт-Петербург
- «Сбитый ас», 1943, ГРМ, Санкт-Петербург
- «После боя», 1937-42, Курская картинная галерея им. А. А. Дейнеки
- «В оккупации», 1944, Курская картинная галерея им. А. А. Дейнеки
- «Раздолье», 1944, ГРМ, Санкт-Петербург
- «Берлин. В день подписания декларации», 1945, ГТГ, Москва
- «Под Курском. Река Тускарь», 1945, ГТГ, Москва
- «Эстафета» (скульптура), 1945, ГТГ, Москва
- «Колхозницы роют противотанковые рвы на подступах к Москве», 1946-47, ГТГ, Москва
- «Эвакуация колхозного скота», 1946-47, ГТГ, Москва
- «Боксёр» (скульптура), 1947
- «Стометровка» (скульптура), 1947, ГТГ, Москва
- [www.pseudology.org/images/Deineka.jpg «Автопортрет»], 1948, Курская картинная галерея им. А. А. Дейнеки
- «Эстафета по кольцу Б», 1947, ГТГ, Москва
- «Донбасс», 1947, ГТГ, Москва
- «После работы», 1947
- «На просторах подмосковных строек», 1949, ГТГ, Москва
- «Лыжники» (мозаика), 1950, Курская картинная галерея им. А. А. Дейнеки
- «Футболисты» (скульптура), 1950
- «Перед забегом» (скульптура), 1951, ГТГ, Москва
- «Обнажённая девушка», 1951
- «Дачный посёлок Кратово», 1951
- «В Севастополе», 1953, ГТГ, Москва
- «Снегурочка», 1954, Тамбовская областная картинная галерея
- «Натюрморт. Клубника», 1955, Частное собрание
- «Футболисты» (рельеф на решётке), 1955, ГТГ, Москва
- «Тракторист», 1956, ГРМ, Санкт-Петербург
- «У моря», 1956—1957
- «Толкание ядра» (скульптура), 1957
- «Голова парашютиста» (мозаика), 1957
- «Хорошее утро» (мозаика), 1959—1960, ГТГ, Москва
- «Хоккеисты» (мозаика), 1959—1960
- «Мирные стройки», Эскиз мозаики, 1959—1960, ГТГ, Москва
- «Октябрьские лозунги мира у Невской заставы», 1960
- «Покорители космоса», 1961
- «Доярка» (мозаика), 1962
- «Красногвардеец» (мозаика), 1962
- «Бегущая спортсменка» (скульптура)

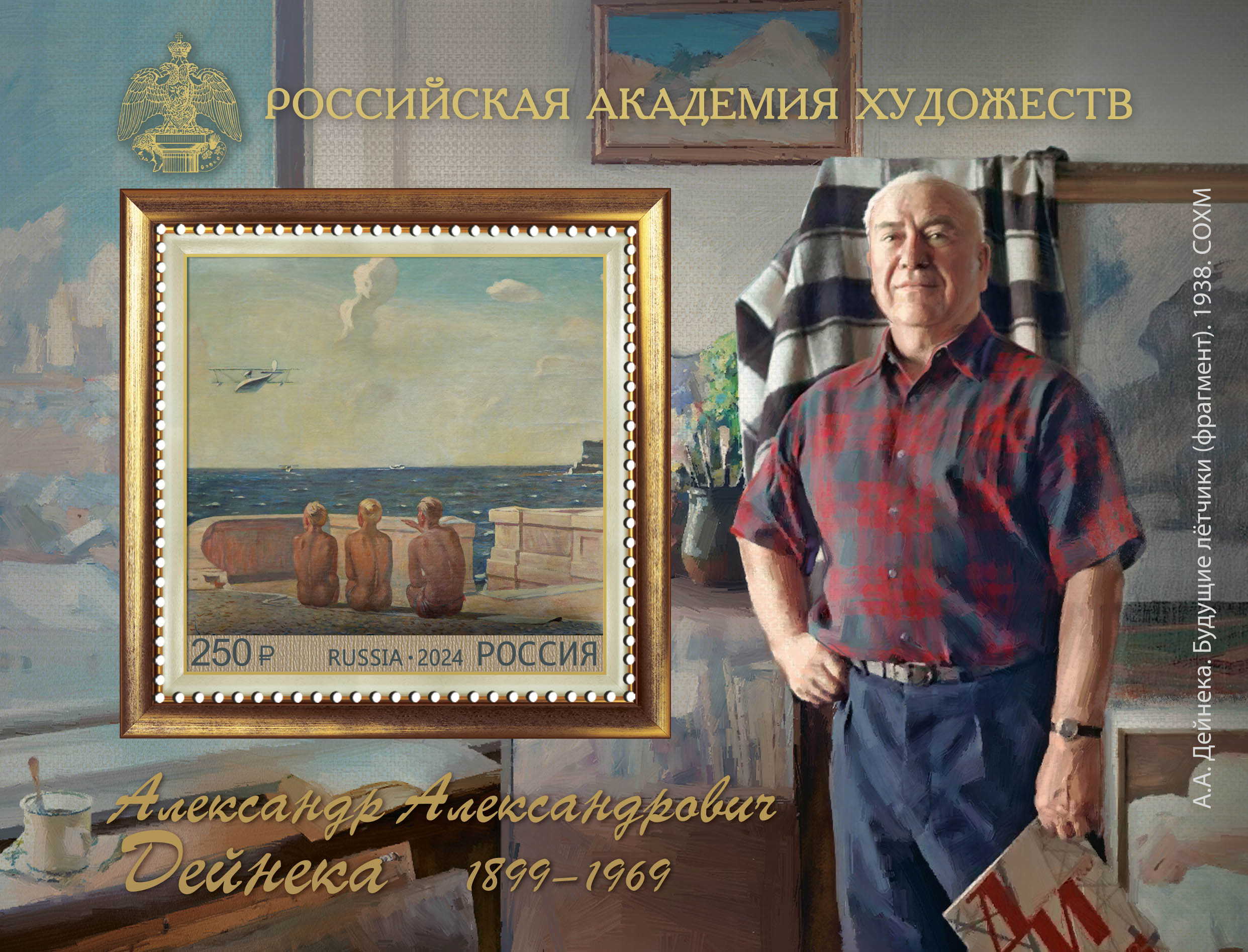
Почтовый блок. Российская академия художеств. 125 лет со дня рождения А. А. Дейнеки (1899—1969), народного художника СССР, Героя Социалистического Труда

## Объекты, названные в честь А. А. Дейнеки
- Картина «Хоккеисты» (1959—1960 г.) на почтовой марке СССР 1973 годаАстероид (9514) Дейнека[11].
- Улица в Курске

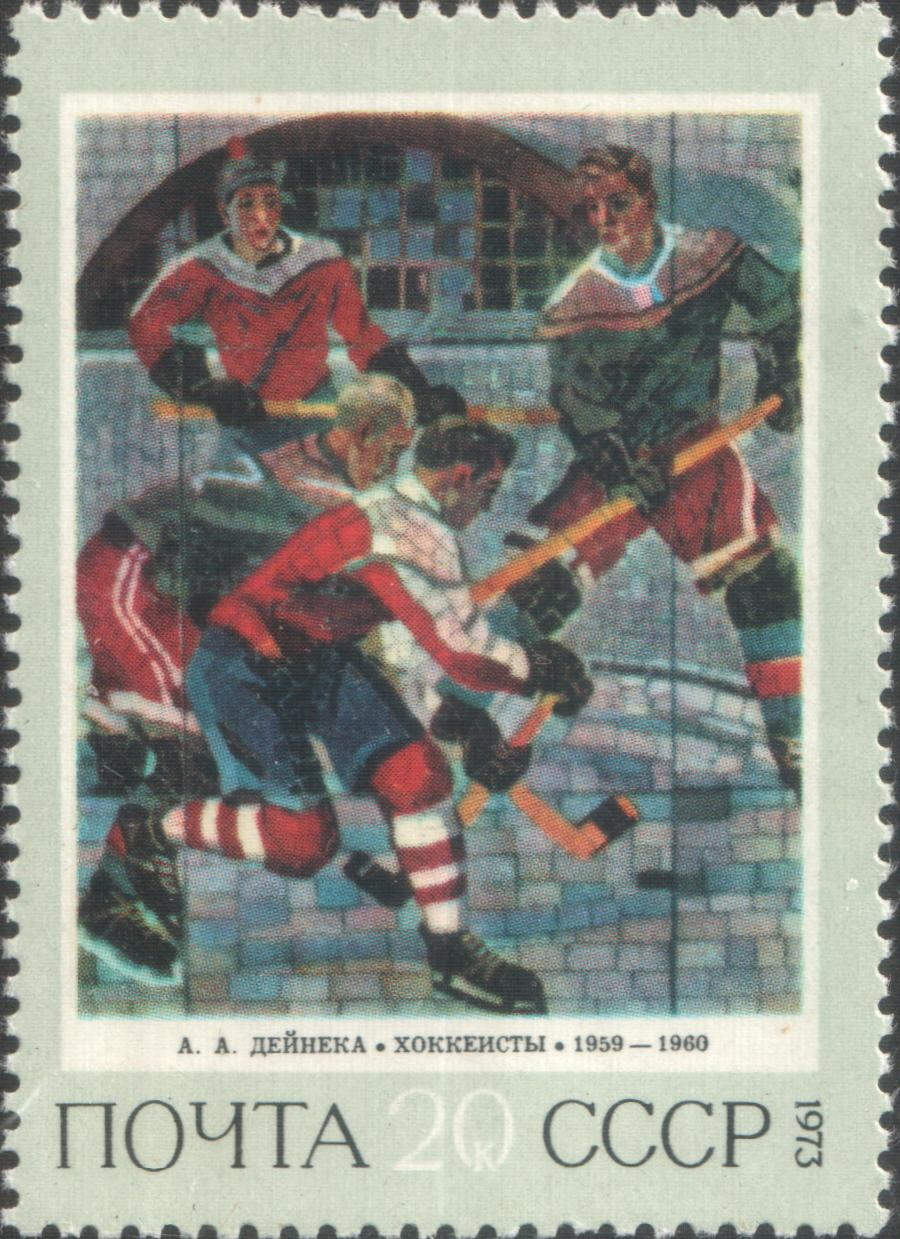
Картина «Хоккеисты» (1959—1960 г.) на почтовой марке СССР 1973 года

- Курская областная картинная галерея им. А.А. Дейнеки
- Лайнер Airbus A321 (VP-BUM) авиакомпании «Аэрофлот» «А. Дейнека»
- МБОУ «Средняя общеобразовательная школа № 27 имени А. А. Дейнеки»
- ЖХТ «Железногорский Художественный колледж имени Александра Дейнеки»

## Библиография

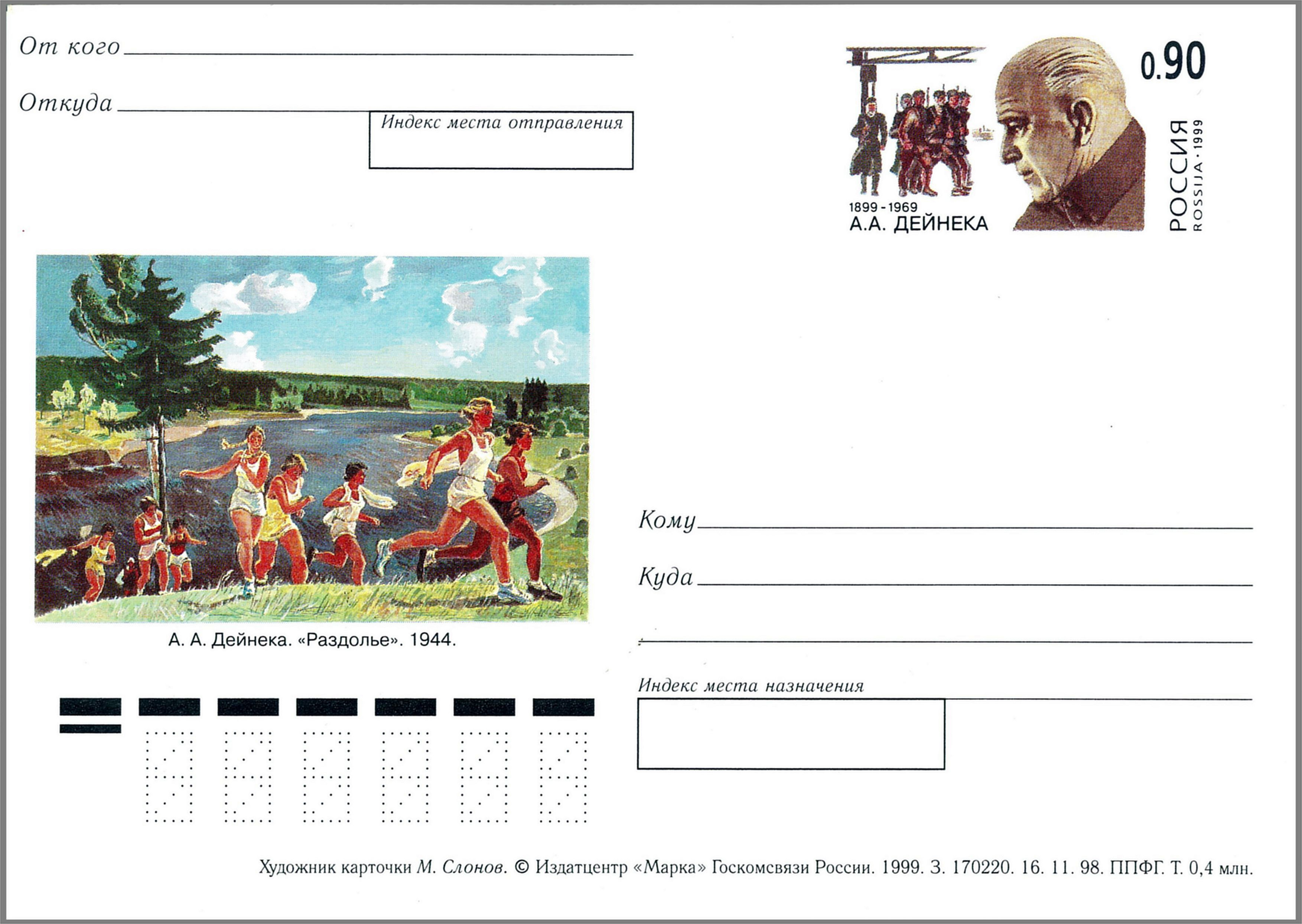
Почтовая карточка с репродукцией картины «Раздолье» (1944 г.), выпущенная к столетию со дня рождения Александра Дейнеки. Россия, 1999 г.

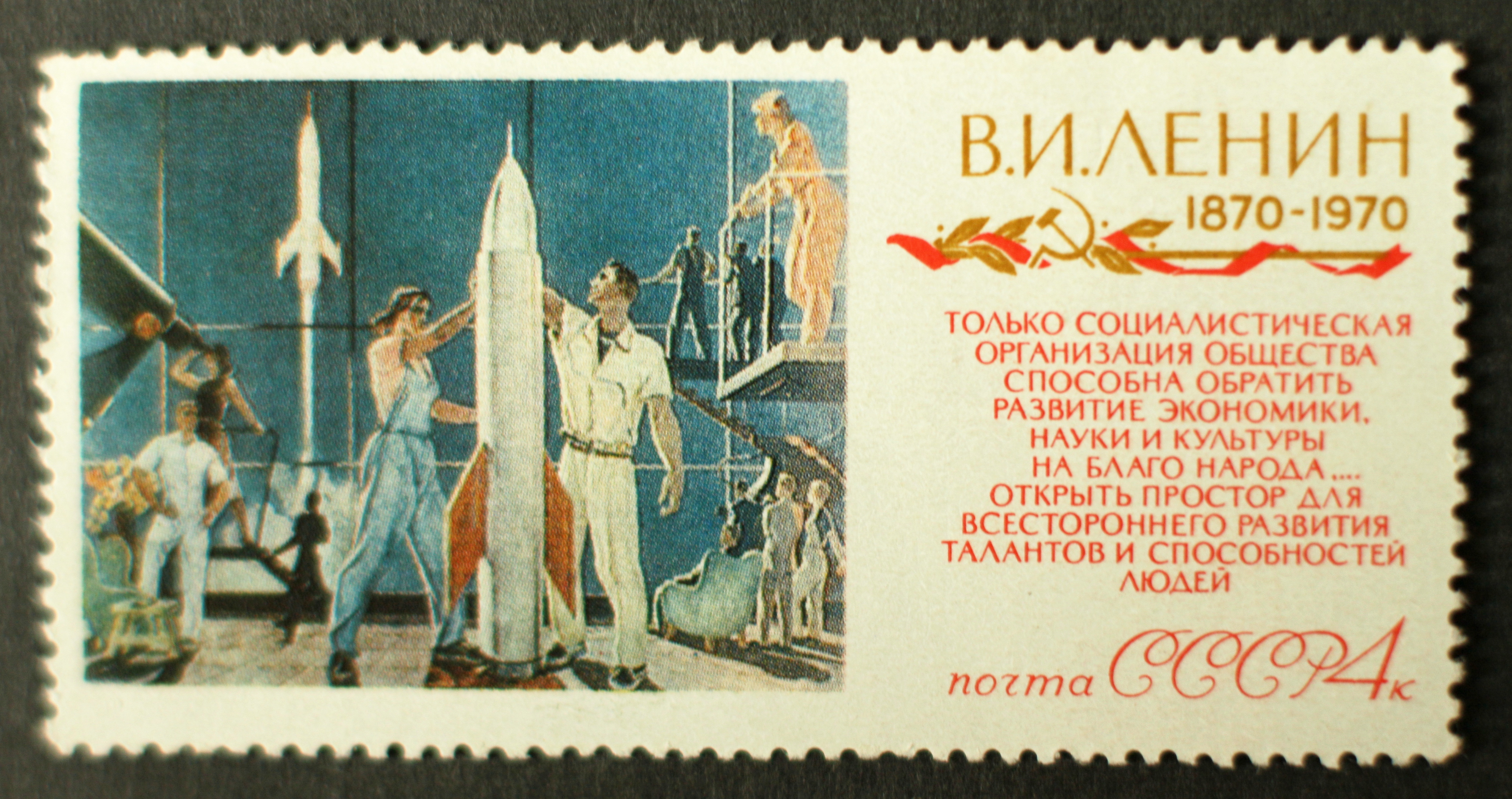
Почтовая марка СССР из серии «Революционная и государственная деятельность основателя Коммунистической партии и Советского государства Владимира Ильича Ленина (1870—1924); воплощение в жизнь ленинских идей. К 100-летию со дня рождения», выпущенная в январе 1970 г. Сюжет марки — картина А. Дейнеки «Покорители космоса» (1961 г.).

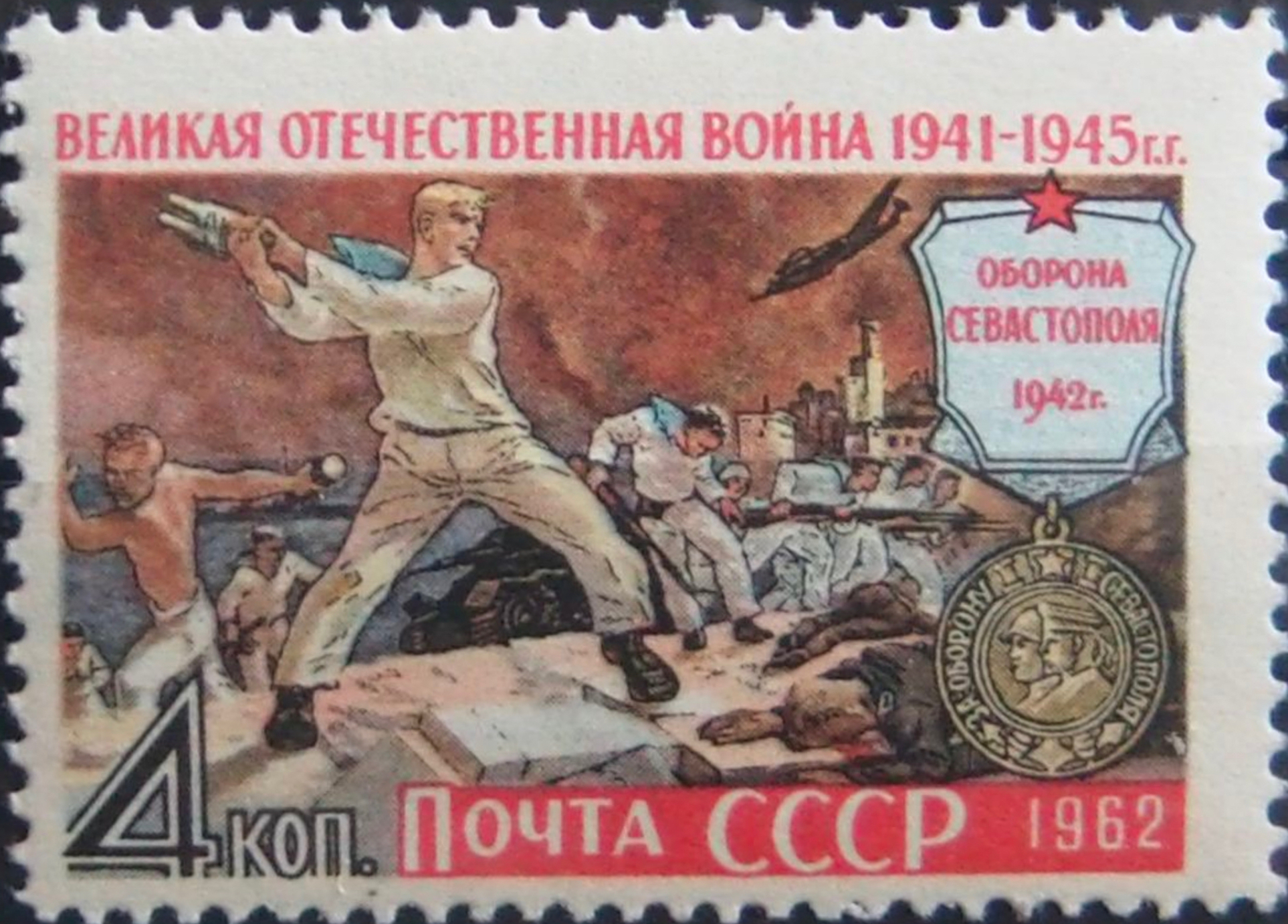
Великая Отечественная война: Оборона Севастополя (1942 г., по картине А. Дейнеки). Почтовая марка, 1962 год

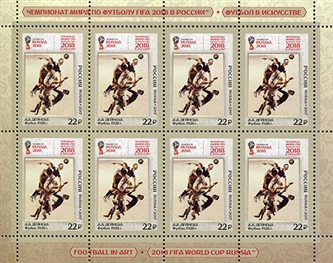
Почтовая марка России, 2017 года, из серии «Чемпионат мира по футболу FIFA 2018 в России. Футбол в искусстве». На марке помещена репродукция картины А. А. Дейнеки «Футбол» (1928 год).